# Battaglia del Taro
La Battaglia del Taro (o Francesco II Gonzaga alla battaglia del Taro) è un dipinto a olio su tela (422x270 cm) realizzato nel 1578-1579 da Jacopo Tintoretto.

## Ciclo pittorico
La tela fa parte di una serie di otto dipinti, noti come Fasti gonzagheschi, commissionati a Tintoretto dal duca  Guglielmo Gonzaga per le collezioni di Palazzo Ducale a Mantova ed è conservato nella Alte Pinakothek di Monaco di Baviera.

## Descrizione
La tela raffigura la cruenta battaglia di Fornovo, combattuta il 6 luglio 1495 tra le truppe francesi di Carlo VIII e la coalizione di Venezia e Milano, al comando di Francesco II Gonzaga.

## Storia
Il re di Francia Carlo VIII era imparentato con gli Angioini che, a metà del Quattrocento erano stati cacciati dal regno di Napoli dagli Aragonesi. Carlo VIII voleva riconquistare Napoli e progettava poi di partire da lì per combattere contro i turchi e liberare Gerusalemme. Nel 1494 egli entrò in Italia con 30000 uomini e con delle armi da fuoco impressionanti e non fu ostacolato, In sette giorni arrivarono a Napoli dove Carlo prese il trono dopo che gli fu ceduto da Alfonso II e successivamente da suo figlio Ferdinando II. I principi e i signori italiani si resero conto del pericolo rappresentato dal re francese e dopo essersi uniti in una lega che aveva l'ulteriore appoggio dell'imperatore Massimiliano e dei sovrani di Spagna. Carlo VIII fu costretto a lasciare Napoli ma si ritirò definitivamente solo nel 1495 quando l'esercito della lega guidato da Francesco II Gonzaga vinse la battaglia di Fornovo o del Taro presso Parma. 